# Prix Unesco Carlos J. Finlay pour la microbiologie

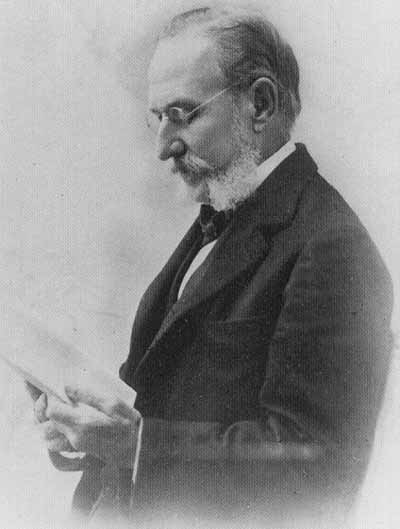
Carlos J. Finlay

Le Prix Unesco Carlos J. Finlay pour la microbiologie est un prix scientifique sponsorisé par le gouvernement de Cuba et décerné depuis 1980 par l'Unesco. Il récompense des personnes ou des organisations de leur contribution exceptionnelle à la microbiologie à et à ses applications. Les lauréats reçoivent une bourse de 5000 dollars US par le gouvernement de Cuba et une médaille d'argent par l'Unesco. Le prix a lieu tous les deux ans et rend hommage à Carlos Finlay, un médecin cubain qui a découvert le rôle des moustiques dans les épidémies de fièvre jaune.

## Lauréats
- 1980 : Roger Stanier (Canada)
- 1983 : César Milstein, (Argentine, Royaume-uni)
- 1985 : Victor Nussenzweig (pt) et Ruth Nussenzweig (pt) (Brésil)
- 1987 : Hélio Gelli Pereira (pt) (Brésil) et Peter Reichard (de) (Suède)
- 1989 : Georges Cohen (France) et Walter Fiers (en) (Belgique)
- 1991 : Margarita Salas, Eladio Viñuela (es) (Espagne) et Jean-Marie Ghuysen (en) (Belgique)
- 1993 : International Society of Soil Science, James Michael Lynch (Royaume-uni), James Tiedje (en) (USA), Johannes Antonie Van Veen (Pays-bas)
- 1995 : Jan Balzarini (Belgique) et Pascale Cossart (France)
- 1996 : Étienne Pays (Belgique) et Sheikh Riazzudin (Pakistan)
- 1999 : Ádám Kondorosi (hu) (Hongrie)
- 2001 : Susana López Charretón et Carlos Arias Ortiz (es) (Mexique)
- 2003 : Antonio Peña Díaz (en) (Mexique)
- 2005 : Khatijah Yusoff (en) (Malaisie)[2]
- 2015 : Yoshihiro Kawaoka (en) (Japon)[3]
- 2017 : Samir Kumar Saha (en) (Bangladesh) et Shahida Hasnain (en) (Pakistan)[4]
- 2020 : Kenya Honda (Japon)[5]
- 2023 : Dilfuza Egamberdieva (Ouzbékistan)[6]